# Resolucija o sodelovanju zdravnikov pri izvrševanju smrtne kazni
Resolucija o sodelovanju zdravnikov pri izvrševanju smrtne kazni je dokument Svetovnega zdravniškega združenja, v katerem so opisana stališča SZZ glede zdravnikovega sodelovanja pri izvrševanju smrtne kazni. Resolucija je bila sprejeta na 34. skupščini SZZ leta 1981 v Lizboni. Dokument je nastal iz zaskrbljenosti nad vse večjim številom smrtnih obsodb v Združenih državah Amerike, pri izvrševanju katerih so sodelovali tudi zdravniki. Spoštovanje določil resolucije je v skladu z 61. členom Kodeksa medicinske deontologije Slovenije obvezno za vse slovenske zdravnike, vendar dokument od ukinitve smrtne kazni leta 1989 na Slovenskem ni več aktualen. Oktobra 2018 je Svetovno zdravniško združenje od resolucije uradno odstopilo.

## Zgradba in vsebina
Resolucija, ki so jo sestavljali trije sklepi, je izhajala iz prepričanja, da je temeljno zdravniško poslanstvo spoštovanje in skrb za življenje od spočetja dalje. Slednjemu se je zdravnik zavezal z izrekom svečane Ženevske zaobljube in sprejetjem mednarodnega ter nacionalnega kodeksa zdravniške etike. Iz tega izhaja, da je vsako zdravniško sodelovanje pri izvrševanju smrtne kazni oporečno in moralno nesprejemljivo. Resolucija je obsojala zdravnikovo sodelovanje in prisotnost pri pripravi in izvrševanju eksekucije. Dopuščala mu le vlogo mrliškega preglednika, ki ugotovi nastop smrti. SZZ je po odstopu od vsebine resolucije sprejelo stališče, da morajo nacionalne zdravniške zbornice svojim članom sodelovanje pri izvrševanju smrtne kazni predstaviti kot neetično in se hkrati zavzemati za izključitev zdravnikov iz procesa eksekucije.